# Zsolt Kontra
Zsolt Kontra (* 23. August 1955 in Sopron) ist ein ehemaliger ungarischer Handballspieler.

## Karriere
Zsolt Kontra lernte das Handballspielen bei Kecskemét Dózsa. Bereits mit 14 Jahren lief er für Kecskeméti Építők in der zweiten ungarischen Liga auf. Bei einem Trainingslager nach der achten Klasse lernte er u. a. Péter Kovács kennen. Nach dem Abitur wechselte er auf Anraten von Nationaltorwart Béla Bartalos im Jahr 1974 zum Erstligisten Honvéd Szondi SE in Székesfehérvár. Bereits ein Jahr später wurde er von Mihály Faludi in die ungarische Nationalmannschaft berufen. Ab 1976 stand der 1,87 m große Linksaußen im Kader des Tatabányai Bányász SC, mit dem er 1978, 1979 und 1984 ungarischer Meister und 1978 Pokalsieger wurde. Im Jahr 1980 wurde Kontra Torschützenkönig der Liga. Nach zehn Jahren verließ er Tatabánya 1986 und wechselte für vier Jahre nach Österreich zu ASKÖ Linz. Nachdem sein Vertrag 1990 ausgelaufen war, kehrte er nach Ungarn zurück.
Mit der ungarischen Nationalmannschaft nahm Kontra an den Olympischen Spielen 1976 in Montreal und den Olympischen Spielen 1980 in Moskau teil, wo er mit der Auswahl den sechsten bzw. vierten Platz erreichte. Mit 30 Toren war er 1976 bester Werfer der Ungarn, 1980 traf er sieben Mal. Bei der Weltmeisterschaft 1978 warf er zwölf Tore und belegte mit Ungarn den 9. Platz. Bei der Weltmeisterschaft 1982 blieb er in zwei Einsätzen ohne Tor und erreichte erneut den 9. Platz. Mit 26 Toren trug er zum Gewinn der Silbermedaille bei der Weltmeisterschaft 1986 bei.
Zwischen 1975 und 1988 bestritt er 198 Länderspiele, in denen er 523 Tore erzielte.
Kontra, der eine Ausbildung als Handballtrainer und Sportmanager vorweisen kann, leitete gemeinsam mit einem Freund von 1992 bis 2007 ein Sporthotel. Derzeit ist er Technischer Direktor bei Tatabánya.